# Västersjön (Degerfors socken, Värmland)
Västersjön är en sjö i Degerfors kommun i Värmland och ingår i Göta älvs huvudavrinningsområde. Sjön är 6 meter djup, har en yta på 1,19 kvadratkilometer och befinner sig 106 meter över havet. Vid provfiske har bland annat abborre, braxen, faren och gers fångats i sjön.

## Delavrinningsområde
Västersjön ingår i det delavrinningsområde (657333-141848) som SMHI kallar för Utloppet av Västersjön. Medelhöjden är 124 meter över havet och ytan är 15,46 kvadratkilometer. Det finns ett avrinningsområde uppströms, och räknas det in blir den ackumulerade arean 24,83 kvadratkilometer. Vattendraget som avvattnar avrinningsområdet har biflödesordning 4, vilket innebär att vattnet flödar genom totalt 4 vattendrag innan det når havet efter 282 kilometer. Avrinningsområdet består mestadels av skog (51 procent), öppen mark (11 procent) och jordbruk (16 procent). Avrinningsområdet har 1,16 kvadratkilometer vattenytor vilket ger det en sjöprocent på 7,5 procent.

## Fisk
Vid provfiske har följande fisk fångats i sjön:
- Abborre
- Braxen
- Faren
- Gärs
- Gädda
- Gös
- Id
- Mört
- Sarv